# Bridgette Jordan
Bridgette Marie Jordan, née le 9 juin 1989 et morte le 12 juin 2019, est la plus petite femme de son époque selon le Guinness World Records, avec une taille de 69 cm.

## Biographie

### Enfance et formation
Bridgette Jordan naît le 9 juin 1989, est la plus petite femme vivante aux États-Unis,. Dès la naissance, elle et son frère cadet Brad portent une maladie génétique rare appelée nanisme primordial ostéodysplasique microcéphalique de type II. À sa naissance, elle pèse 0,79 kg pour 31,15 cm. Elle vit à Sandoval dans l'Illinois où elle fait ses études au Collège Kaskaskia. Elle adore la danse et le cheerleading, et fait même partie de l'équipe de pom-pom girls de Kaskaskia, où elle chausse une paire de chaussures pour enfant de taille 2.
Bridgette Jordan est reconnue par le livre des records Guinness World Record le 20 septembre 2011, comme étant la plus petite femme du monde. À propos de son record, Bridgette déclare : « C'est génial. C'est génial d'être petite ». Elle reçoit le record de la détentrice précédente, Elif Kocaman de Kadirli, une turque, qui mesurait 60,9 cm. Mais elle le perd ensuite le 16 décembre 2011 au profit de Jyoti Amge de Nagpur, une indienne qui le reçoit à ses 18 ans.
Bridgette Jordan et son frère Brad mesurent à eux deux 1,65 m. Elle décède le 12 juin 2019.